# John Seidensticker
John Christian Seidensticker IV (* 20. Juli 1944 in Whitehall, Montana) ist ein US-amerikanischer Ökologe und Naturschützer. Sein Hauptinteresse gilt den Tigern.

## Leben
Seidensticker ist der erste Sohn von John Christian Seidensticker III und Gladys Block Seidensticker. Sein Vater war Landarzt. Seidensticker wuchs auf einer Rinderfarm in der Nähe von Twin Bridges in Montana auf. Seine Kindheitserfahrungen, die seine Liebe zur Natur beeinflussten, stellten die Weichen für seinen späteren beruflichen Werdegang als Naturschutzbiologe und Ökologe. 1966 erlangte er den Bachelor of Arts und 1968 den Master of Science an der University of Montana. 1973 wurde er an der University of Idaho zum Ph.D. promoviert. 
Von 1973 bis 1976 war Seidensticker Wissenschaftlicher Mitarbeiter in der Smithsonian Institution. 1979 wurde er Gastwissenschaftler und von 1980 bis 1984 war er Wildökologe am Smithsonian National Zoological Park in Washington, D. C. Von 1984 bis 1986 war er Assistenzkurator, von 1986 bis 1989 war er außerordentlicher Kurator in der Abteilung für Mammalogie, von 1989 bis 2000 war er Kurator und von 2000 bis 2003 leitete er die Säugetierabteilung des Smithsonian National Zoological Parks. 2003 wurde er leitender Wissenschaftler im Naturschutz- und Forschungszentrum der Smithsonian Institution.
Seidensticker ist mit der Biologin Susan Lumpkin verheiratet, die ihn bei seinen Forschungsunternehmen und Buchprojekten unterstützt. Das Paar hat eine Tochter. 

### Forschungsarbeit
Seidenstickers Arbeit konzentriert sich auf das Verständnis und die Förderung von Landschaftsmustern und Bedingungen, bei denen große Säugetiere in ihrem Bestand erhalten werden können. Hierzu zählen die Ausbildung zukünftiger Naturschützer sowie die Verbreitung des einschlägigen Umweltverständnisses durch Buchprojekte, öffentliche Auftritte und Zooausstellungen.
Ab 1970 studierte er das Sozialverhalten von Pumas in Idaho, die zuvor erstmals mit Funkhalsbändern ausgestattet wurden. Hierüber schrieb er 1973 seine Doktorarbeit an der University of Idaho. 1972 wurde Seidensticker Hauptuntersuchungsleiter des Nepal Tiger Ecology Project der Smithsonian Institution, wo bis 1974 im Chitwan-Nationalpark wilde Königstiger eingefangen und erstmals mit Funkhalsbändern versehen wurden. 
Nach einer letzten bestätigten Sichtung des Java-Tigers (Panthera tigris sondaica) im Jahr 1972 unternahmen Seidensticker und sein indonesischer Kollege Suyono zwischen 1974 und 1976 Suchexpeditionen im Meru-Betiri-Wildreservat (seit 1987 Betiri Meru National Park) in Ostjava. Dabei wurden 1976 Spuren gefunden, die drei bis fünf Tigern zugeordnet werden konnten. Lebende Tiere wurde jedoch nicht entdeckt. Nachdem ein Projekt des World Wildlife Fund zur Wiederentdeckung des Java-Tigers im Jahr 1994 gescheitert war, wurde diese Unterart im Jahr 1996 von der IUCN für ausgestorben erklärt.

## Schriften (Auswahl)
- 1980: The Javan Tiger and the Meru-Betiri Reserve: A Plan for Management, International Union for Conservation of Nature and Natural Resources (Gland, Switzerland) (mit Ir. Suyono)
- 1984: Managing Elephant Depradation in Agricultural and Forestry Projects/Bk0297 (World Bank Technical Papers)
- 1990: Asian Elephants. Natural History Classics from the National Zoological Park
- 1991: Mighty Creatures: Great Cats (deutsch: Große Katzen, Jahr Verlag, 1991) (illustriert von Frank Knight)
- 1995: Dangerous Animals
- 1996: Tigers
- 1996: Cats and wild cats
- 1999: Riding the Tiger: Tiger Conservation in Human-Dominated Landscapes
- 2001: The Smithsonian Book of Giant Pandas
- 2004: Smithsonian Answer Book: Cats
- 2005: Encyclopedia of Discovery: Animals
- 2006: Cats: The Ultimate Question and Answer Book
- 2007: Giant Pandas
- 2008: Predators (deutsch: Raubtiere, Oetinger, 2008)
- 2011: Rabbits: The Animal Answer Guide